# Серо Алоро (Месина)
Серо Алоро је насеље у Италији у округу Месина, региону Сицилија.
Према процени из 2011. у насељу је живело 213 становника. Насеље се налази на надморској висини од 717 м.